# Bias (Landes)
Bias é uma comuna francesa na região administrativa da Nova Aquitânia, no departamento Landes. Estende-se por uma área de 21,04 km². Em 2010 a comuna tinha 774 habitantes (densidade: 36,8 hab./km²).